# Joseph Gottfried Mikan

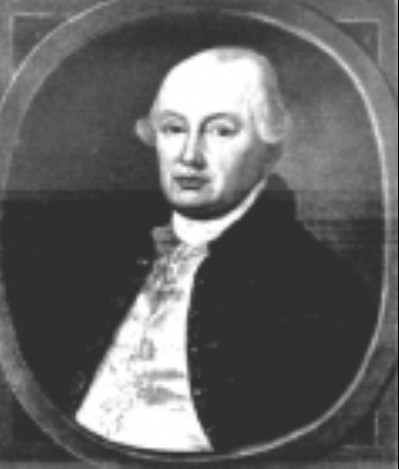
Joseph Gottfried Mikan

Joseph Gottfried Mikan, häufig auch Josef Bohumír Mikan (* 4. Dezember 1742 in Böhmisch Leipa; † 7. August 1814 in Prag), war ein böhmischer Botaniker, Arzt und Hochschullehrer.

## Leben
Mikan erhielt seine erste Bildung in Dresden und Prag. Anschließend studierte er Medizin an der Universität Wien. Dort entdeckte er unter Nikolaus Joseph von Jacquin seine Leidenschaft für Chemie und Botanik. Nachdem er in Wien zum Dr. med. promoviert worden war, bekam er in Teplitz die Stelle als Badearzt übertragen. 1773 ging er nach Prag. Dort wurde er 1774 zum außerordentlichen Dozenten für Chemie und Botanik ernannt, 1775 bekam er die neugeschaffene ordentliche Professur der Chemie und Botanik unter Anerkennung von Maria Theresia übertragen.
Mikan erhielt 1775 den Auftrag einen botanischen Garten in Prag anzulegen, 1779 ein Laboratorium chymicum. Er machte sich um die Optimierung der medizinischen Ausbildung für Ärzte, Apotheker und Hebammen in Prag verdient und veranlasste die Schaffung mehrerer neuer Lehrstühle. Daneben war er mehrmals Dekan der medizinischen Fakultät, 1779 Rektor der Universität und außerdem hatte er das Amt des Vizekanzlers inne. 1811 gab er den Vorstand des botanischen Gartens auf.
Mikan ging 1812 in den Ruhestand. Seine Nachfolge trat sein Sohn Johann Christian Mikan an. Von den Sprösslingen, derer er sich annahm, wurde unter anderem Anton Johann Jungmann Professor der Medizin.

## Werke (Auswahl)
- Catalogus plantarum omnium juxta systematis vegetabilium Caroli a Linné editionem novissimam in usum horti botanici Pragensis, Gerle, Prag 1776 (Digitalisat).
- Dispensatorium pauperum etc., Schönfeld, Prag und Wien 1783 (Digitalisat).
  - Dispensatorium oder Arznei-Verzeichniß für Arme, zusammengetragen von der medizinischen Fakultät zu Prag, Schönfeld, Prag 1786 (Digitalisat).
- Ueber das Saidschitzer Bitterwasser Prag 1784.
- Entomologische Beobachtungen, Calve, Prag 1787.
- Monographia bombyliorum Bohemiae iconibus illustrata, Herrl, Prag 1796 (Digitalisat).
- Zusammen mit Rudolf Jakob Camerarius. Opuscula botanici Argumenti, C. Barth, Prag 1797 (Digitalisat).